# Asphondylia borzi
Asphondylia borzi är en tvåvingeart som först beskrevs av Stefani 1898.  Asphondylia borzi ingår i släktet Asphondylia och familjen gallmyggor. Inga underarter finns listade i Catalogue of Life.